# زلزله (فیلم ۱۹۸۸)
زلزله (به هندی: Zalzala) فیلمی محصول سال ۱۹۸۸ و به کارگردانی هریش شاه است. در این فیلم بازیگرانی همچون درمندرا، شاتورگان سینها، راتی آگنیهوتری، کیم کاتکار، راجیو کاپور، دنی دنزونگپا، آنیتا راج، گلشن گروور، پانت ایثار، لالیتا پاوار، راضا مراد، تیکو تالسانیا ایفای نقش کرده‌اند.